# B92
B92, în chirilica sârbă Б92, este un post de radio și un canal de televiziune situat în Belgrad, capitala Serbiei. Audiența demografică a canalului sunt în principal publicul urban și tinerii. Din punct de vedere politic, ea poate fi definită ca fiind liberală. B92 este deținută de Veran Matić, unul dintre patronii mass-mediei cei mai respectați din Balcani.
B92 a fost una dintre puținele mass-media care difuzau știri și informații independente în perioada lui Slobodan Milošević și a sprijinit mișcările de protest ce s-au desfășurat în Belgrad în anii 1990. Din acest motiv, a câștigat premiul MTV Free Your Mind și multe alte premii pentru jurnalism și pentru lupta drepturilor omului.